# Ирклиевский полк
Иркли́евский полк — военно-административная единица Гетманщины со столицей в Ирклиеве. Полк существовал в 1648-1649 и 1658-1663 годах.

## История
Ирклиевский полк был создан в 1648 году на основе Ирклиевской сотни реестрового Переяславского полка. После Зборовского мира полк был упразднён, а территория была разделена между Чигиринским, Черкасским и Кропивненским полками. После ликвидации Кропивненского полка в 1658 году гетман Иван Выговский восстановил полк. В 1663 году полк был упразднён вновь, а его территории вошли в состав Переяславского, Прилуцкого и Лубенского полков.

## Полковники
В полку было два полковника:
1. Телюченко, Михаил (1648-1649)
2. Панкевич, Матвей (1658-1663)